# رويليكورت
رويليكورت (بالفرنسية: Roëllecourt)‏ هي بلدية تقع في إقليم باد كاليه من منطقة نور با دو كاليه في شمال فرنسا. تبلغ مساحة هذه المدينة 9.42 (كم²)، وترتفع عن سطح البحر 115 م، يبلغ عدد سكانها 631 نسمة حسب إحصاء المعهد الوطني للإحصاء والدراسات الاقتصادية سنة 2009 م. وترأس Jean-Michel Lefebvre البلدية خلال فترة (2008-2014).